# Guizotia jacksonii
Guizotia jacksonii là một loài thực vật có hoa trong họ Cúc. Loài này được (S.Moore) Baagøe mô tả khoa học đầu tiên năm 1974.